# Марін Георге
Марін Георге (5 вересня 1959) — румунський академічний веслувальник.
Срібний призер Олімпійських Ігор 1992 року в складі вісімки, учасник 1988, 1996 років.
Чемпіон світу 1989 (розпашні четвірки зі стерновим), 1993 (розпашні четвірки зі стерновим), 1994 (розпашні четвірки зі стерновим), 2001 (вісімки) років, срібний призер 1989 (розпашні двійки зі стерновим), 1993 (вісімки), 1997 (вісімки), 2000 (розпашні двійки зі стерновим) років, бронзовий призер 1987 (розпашні двійки зі стерновим), 1994 (вісімки), 1994, 2001 років у складі розпашної двійки зі стерновим.